# Perijá-incakolibrie
De perijá-incakolibrie (Coeligena consita) is een vogel uit de familie Trochilidae (kolibries). De vogel is in 1952 door Alexander Wetmore en William Henry Phelps jr. geldig beschreven als ondersoort Coeligena bonapartei consita. Op grond van onder andere onderzoek gepubliceerd in 2020 heeft dit taxon de soortstatus.

## Kenmerken
De vogel is 13 tot 14 cm lang en lijkt sterk op de goudbuikincakolibrie. Opvallend bij deze soort zijn de okerkleurige vlekken op de vleugels.

## Verspreiding en leefgebied
Deze soort komt in het Perijágebergte tussen Colombia en Venezuela op hoogten tussen de 2500 en 3100 meter boven zeeniveau. De vogel is sterk gebonden aan natuurlijk (inheems) bos en struikgewas.

## Status
De natuurlijke vegetatie in dit berggebied wordt bedreigd door (deels illegale) omzetting van natuurlijk bos in plantages, onder andere voor de teelt van narcotica leverende gewassen. Daarom staat deze soort als bedreigd op de Rode Lijst van de IUCN.